# Bene Vagienna
Bene Vagienna é uma comuna italiana da região do Piemonte, província de Cuneo, com cerca de 3.294 habitantes. Estende-se por uma área de 48 km², tendo uma densidade populacional de 69 hab/km². Faz fronteira com Carrù, Fossano, Lequio Tanaro, Magliano Alpi, Narzole, Piozzo, Salmour, Trinità.

## Demografia
| Variação demográfica do município entre 1861 e 2011                               |
|                                                                                   |
| Fonte: Istituto Nazionale di Statistica (ISTAT) - Elaboração gráfica da Wikipedia |